# Ramón Estay
Luis Ramón Estay Saavedra (Iquique, 22 de julio de 1938-Iquique, 3 de noviembre de 2013) fue un futbolista y entrenador chileno.

## Trayectoria

### Como futbolista
Nacido en Iquique, inició su carrera como futbolista en el Club Deportivo Cavancha y luego en las divisiones inferiores de Deportes Iquique. Su carrera profesional continuó en Audax Italiano, Magallanes y Deportes Concepción.

### Como entrenador
Es recordado por sus diferentes etapas en Deportes Iquique, estando envuelto en su fundación y dirigiendolo en 7 etapas diferentes, siendo campeón de la Segunda División 1979 y la Copa Polla Gol 1980. Además, dirigió en Chile a Magallanes, Unión La Calera, Deportes Arica y Regional Atacama.
Llegó a dirigir a Perú recomendado por su exayudante Miguel Ángel Arrué, dirigió a Ciclista Lima, saliendo campeón de Segunda División de 1993, Alianza Lima, Deportivo Municipal y Melgar, donde se transformó en el segundo entrenador chileno en dirigir al Melgar tras José Tadormina. Luego, se trasladó a Ecuador y dirigió a Deportivo Quito, obteniendo el subcampeonato del Campeonato de 1997.
Entre 2006 y 2009 dirigió a Universidad Arturo Prat de Iquique, obteniendo 3 títulos de la Federación Nacional Universitaria de Deportes, además de en paralelo competir en el campeonato de Tercera División.

## Clubes

### Como jugador
| Club                | País  | Año       |
| ------------------- | ----- | --------- |
| Audax Italiano      | Chile | 1958-1964 |
| Magallanes          | Chile | 1964-1965 |
| Deportes Concepción | Chile | 1966-1967 |

### Como entrenador
| Club                        | País    | Año       |
| --------------------------- | ------- | --------- |
| Magallanes                  | Chile   | 1969-1972 |
| Unión La Calera             | Chile   | 1973-1974 |
| Unión La Calera             | Chile   | 1975      |
| Deportes Iquique            | Chile   | 1979-1980 |
| Deportes Arica              | Chile   | 1982-1984 |
| Regional Atacama            | Chile   | 1984      |
| Deportes Arica              | Chile   | 1985      |
| Deportes Iquique            | Chile   | 1987-1988 |
| Unión La Calera             | Chile   | 1989      |
| Deportes Iquique            | Chile   | 1990      |
| Deportes Iquique            | Chile   | 1992      |
| Defensor Kiwi-Ciclista Lima | Perú    | 1993      |
| Deportes Iquique            | Chile   | 1994      |
| Ciclista Lima               | Perú    | 1994-1995 |
| Alianza Lima                | Perú    | 1995      |
| Deportivo Municipal         | Perú    | 1995      |
| Melgar                      | Perú    | 1996      |
| Deportivo Quito             | Ecuador | 1997-1998 |
| Deportes Iquique            | Chile   | 2001      |
| Deportes Iquique            | Chile   | 2003      |
| Universidad Arturo Prat     | Chile   | 2006-2008 |

## Palmarés

### Como entrenador

#### Títulos nacionales
| Título           | Equipo                      | País  | Año  |
| ---------------- | --------------------------- | ----- | ---- |
| Primera B        | Deportes Iquique            | Chile | 1979 |
| Copa Chile       | Deportes Iquique            | Chile | 1980 |
| Segunda División | Defensor Kiwi-Ciclista Lima | Perú  | 1993 |

### Distinciones individuales
| Distinción                                                      | Año  |
| --------------------------------------------------------------- | ---- |
| Goleador del XXVII Campeonato Nacional Fútbol Amateur de Chile. | 1957 |

## Vida personal
Sus hijos Luis Ramón Jr. y José Orlando, fueron futbolistas profesionales que jugaron para Deportes Iquique a fines de la década de 1980.

## Fallecimiento
Falleció el 3 de noviembre de 2013 en el Hospital de Iquique, luego de sufrir una insuficiencia respiratoria.

## Legado
Tras su fallecimiento, el Estadio Tierra de Campeones de Iquique fue renombrado como Estadio Tierra de Campeones Ramón Estay Saavedra.
Para la temporada 2020, la camiseta alternativa de Deportes Iquique fue diseñada en honor al Club Deportivo Cavancha y Ramón Estay.